# Ludwig Koch (Politiker, 1858)
Ludwig Koch (* 9. Dezember 1858 in Schwelentrup; † 22. Februar 1941 in Detmold) war ein deutscher Oberlehrer und hatte für die Deutsche Volkspartei ein Mandat für den Landtag Lippe.

## Leben
Ludwig Koch entstammte einer Familie, deren Vorfahren mütterlicher- und väterlicherseits im Lehrerberuf tätig waren.
Von 1865 bis 1872 besuchte er die Volksschule in Hohenhausen und wurde von 1874 bis 1877 am Lehrerseminar in Detmold für den Beruf des Lehrers ausgebildet. Im Anschluss erhielt er in Heiden (Lage) eine Anstellung als Hilfslehrer, bevor er von 1881 bis 1883 als Lehrer an der Bürgerschule eingesetzt wurde.
Zum 1. April 1924 wurde er in den Ruhestand versetzt; zuvor war er noch als Lehrer in Schwalenberg, Sabbenhausen und Nienhagen tätig. 
Koch betätigte sich politisch, wurde Mitglied der Deutschen Volkspartei und kam 1925 für diese in den Landtag Lippe. Koch blieb bis 1929 in dem Parlament.  